# Inocent III., protupapa
Protupapa Inocent III., rođen kao Lanzo di Sezza, (ili po drugim izvorima rođen kao Lando di Sezze,) katolički protupapa od 1179. do 1180. godine. 